# Castanopsis rhamnifolia
Castanopsis rhamnifolia là một loài thực vật có hoa trong họ Fagaceae. Loài này được (Miq.) A.DC. mô tả khoa học đầu tiên năm 1864.